# Stéphane Séjourné
Stéphane Séjourné (AFI: [stefan seʒuʁne]; Versalhes, 26 de março de 1985) é um advogado e político francês, filiado ao Renascimento que serve como Ministro da Europa e dos Negócios Estrangeiros no governo de Gabriel Attal desde 11 de janeiro de 2024. Em 2019, foi eleito membro do Parlamento Europeu (PE). Entre 2021 a 2024, chefiou o grupo parlamentar liberal pró-europeu "Renovar a Europa".  Séjourné foi conselheiro do presidente Emmanuel Macron durante o seu mandato como Ministro da Economia, Indústria e Assuntos Digitais e aconselhou-o durante a campanha presidencial francesa de 2017.  Em 2022, foi nomeado secretário-geral do partido “Renascimento”.

## Infância e educação
Nascido em Versalhes viveu sua infância em Madrid (Espanha) e Buenos Aires (Argentina), e posteriormente participou do programa de intercâmbio estudantil Erasmus (Granada), na Espanha.

## Carreira
Depois de trabalhar no gabinete de Jean no conselho regional de Ile-de-France de 2012 a 2014, tornou-se conselheiro do então Ministro da Economia e Finanças, Emmanuel Macron.
Macron se tornou presidente nas eleições de 2017, Stéphane entrou como conselheiro político, trabalhando ao lado de Alexis Kohler e Ismael Emelien.  Ele então tirou uma licença de seis meses para liderar a campanha do partido Renascimento nas eleições para o Parlamento Europeu em 2019.

## Carreira política
Desde que entrou no parlamento, Séjournay serviu na Comissão dos Assuntos Jurídicos de 2019 a 2022, na Comissão Especial sobre Inteligência Artificial na Era Digital de 2020 a 2022 e na Comissão dos Direitos da Mulher e Igualdade de Género desde 2022.
Para além das suas funções na comissão, Séjournay é membro das delegações parlamentares para as relações com a união económica "Mercosul" e a Assembleia Parlamentar Euro-Latino-Americana. É também membro do Intergrupo do Parlamento Europeu sobre Inteligência Artificial e Tecnologias Digitais, do Intergrupo do Parlamento Europeu sobre os Direitos da Criança, do Grupo do Parlamento Europeu contra o Cancro e do Fórum Europeu da Internet.
Após a demissão do primeiro-ministro da Romênia, Dacian Ciolos em 2021, anunciou a sua candidatura ao cargo de líder do grupo "Renovar a Europa" no Parlamento Europeu.
Em maio de 2022, Séjournay, juntamente com Patrick Mignola do Movimento Democrático (MoDem) e Gilles Boyet do partido Horizons negociaram um acordo que levou à criação da coligação de partidos Citizens Together, que forma uma maioria presidencial, em particular na distribuição de finanças entre eles.
No congresso "Renascimento" de setembro de 2022, Séjournay foi o único candidato que concorreu ao cargo de presidente do partido, Stanislas Gerini, e foi eleito o novo líder.
Em 11 de janeiro de 2024, foi nomeado Ministro da Europa e dos Negócios Estrangeiros no governo do primeiro-ministro Gabriel Attal. Em 13 de janeiro de 2024, fez sua primeira visita oficial fora do país à Ucrânia.

## Ideologia política
Sejournay é considerado um colaborador próximo do Presidente da França, Emmanuel Macron.
Num artigo no "Le Journal du Dimanche" datado de fevereiro de 2021, opôs-se à proposta de Acordo de Investimento Abrangente (CAI).
Em 2024, Séjournay comprometeu-se a não cooperar com a extrema direita no próximo Parlamento Europeu e recusou juntar-se ao Conservadores e Reformistas Europeus (ECR).

## Vida pessoal
Séjournay é gay e viveu desde 2017 em parceria civil registrada (PACS)  com Gabriel Attal, o atual primeiro-ministro da França desde janeiro de 2024. O relacionamento terminou em 2022.